# Anthurium bakeri
Anthurium bakeri es una especie de planta de la familia Araceae. Es originaria de Guatemala hasta Colombia.

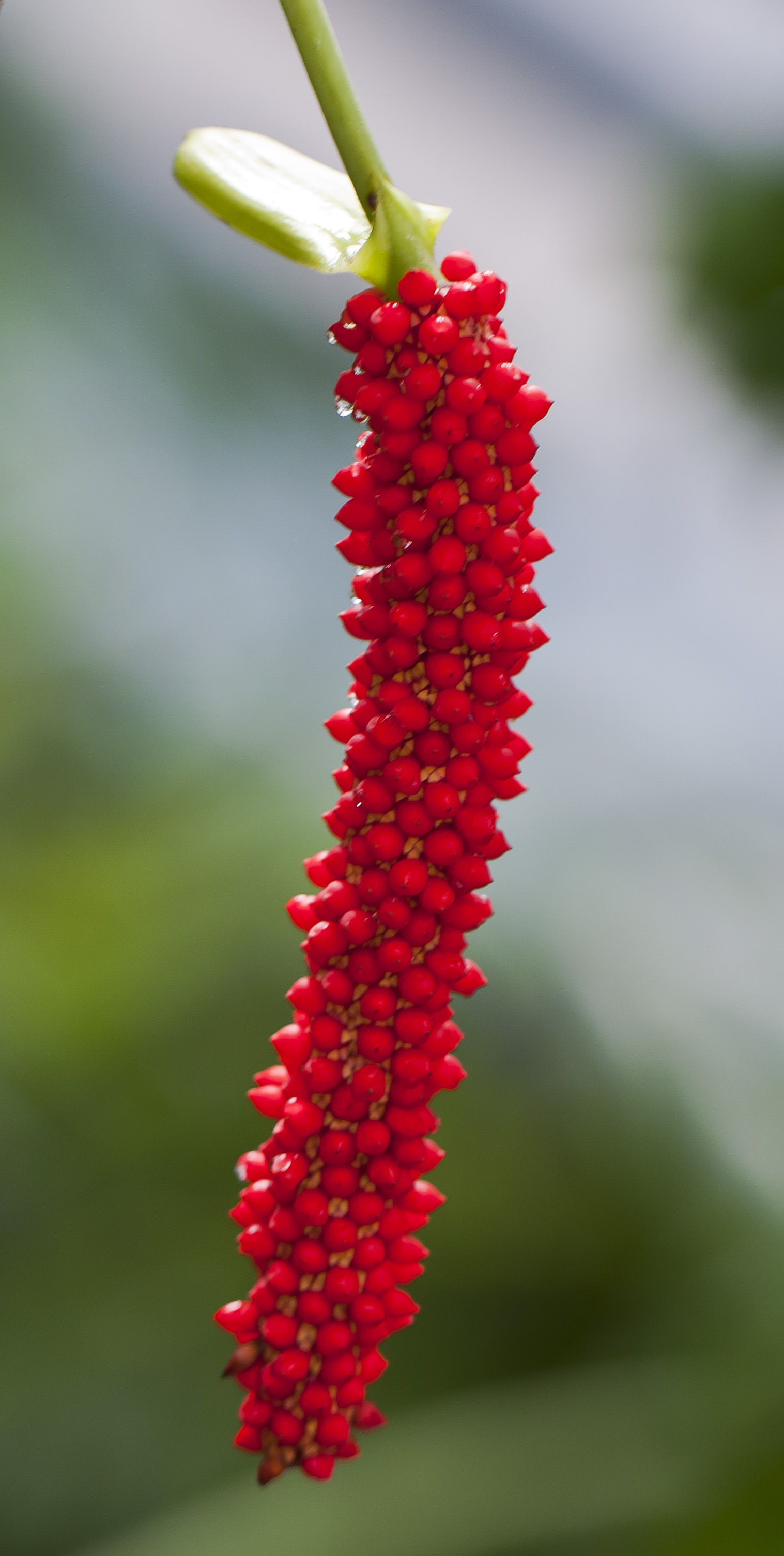
Inflorescencia.

## Descripción
Es una planta epífita; tallos de menos de 10 cm de largo, los entrenudos cortos y las raíces delgadas; catafilos persistentes como fibras. Hojas erectas a patentes, angostamente elíptico-lanceoladas a angostamente oblanceoladas, 19–55 cm de largo y 2.8–9 cm de ancho, angostamente redondeadas en la base; pecíolos subteretes a rigurosamente sulcados, 3–17 cm de largo y hasta 5 mm de diámetro. Inflorescencias patente-erectas, pedúnculo 5.5–30 cm de largo y 3–5 mm de diámetro; espata oblongo-lanceolada, 2–5.5 cm de largo y 0.7–2.8 cm de ancho, amarillo-verde pálida; espádice 2–11 cm de largo y 5–15 mm de diámetro en la base, redondeado a obviamente agudo en el ápice, blanco-cremoso. Los frutos son bayas obovoides, de 6 mm de largo, puntiagudas, rojas.

## Taxonomía
Anthurium bakeri fue descrito por Joseph Dalton Hooker y publicado en Botanical Magazine 102: t. 6261. 1876
Sinonimia
- Anthurium angelorum G.S.Bunting
- Anthurium turrialbense Engl.[2][3]